# Matthias Reim
Matthias Reim (n. Korbach, Hesse, Alemania; 26 de noviembre de 1957) es un cantante alemán y compositor.

## Discografía

### Álbumes
- 1990: Reim
- 1991: Reim 2
- 1993: Sabotage
- 1994: Zauberland
- 1995: Wonderland (Zauberland en Canadá)
- 1995: Alles Klar
- 1997: Reim 3
- 1998: Sensationell
- 1999: 10 Jahre intensiv
- 2000: Wolkenreiter
- 2002: Morgenrot
- 2003: Reim
- 2004: Déjà Vu
- 2005: Unverwundbar
- 2006: Die Fan-Edition
- 2007: Männer sind Krieger
- 2010: Sieben Leben
- 2013: Unendlich
- 2014: Die Leichtigkeit des Seins
- 2016: Phoenix

## Cooperación (gama)
- Roberto Blanco
- Bernhard Brink
- Christoph Brüx
- Jürgen Drews
- Tina York